# Шепетько Сергій Петрович
Сергі́й Петро́вич Шепе́тько (1986—2014) — солдат Збройних сил України, учасник російсько-української війни.

## Короткий життєпис
Народився 1986 року в селі Сущани (Олевський район, Житомирська область). Навчався в Сущанській ЗОШ, закінчив Олевське ПТУ № 10. 2005 року призваний на строкову військову службу до лав ЗСУ. Коли відслужив, деякий час жив у Києві, працював на будівництві та охоронцем в інкасаційній службі. 2007 року одружився. Працював майстром лісу в Юрівському лісництві державного підприємства «Олевське лісове господарство».
Під час війни мобілізований в березні 2014-го — стрілець комендантського взводу, 30-та окрема механізована бригада.
Зранку 9 серпня 2014-го зник безвісти під час ударно-пошукових дій БТГр 30-ї бригади поблизу села Маринівка в Шахтарському районі, перед тим, 8 серпня, в бою під Маринівкою зникли безвісти сержант Юрій Макарчук та солдат Олександр Іщук.
8 серпня 2014 року в передвечірню пору для встановлення блокпоста в Маринівці вирушив БРДМ комендантського взводу 30-ї ОМБр, на броні якого перебували солдат Сергій Шепетько, сержант Юрій Макарчук, солдат Олександр Іщук та інші бійці. За БРДМ рухався «Урал», у якому перебували солдат Олександр Коростинський, старший солдат Роман Козаренко та солдат Олександр Закусило. При в'їзді в Маринівку бандформування обстріляли БРДМ зі стрілецької та великокаліберної зброї. Внаслідок влучення з гранатомета в БРДМ, Макарчук та Іщук загинули одразу, а Сергія Шепетька та двох інших бійців було поранено, один із них дістав тяжких проникаючих поранень. Сергій, попри те, що сам дістав наскрізне уламкове поранення під праву ключицю, весь час переймався тяжкопораненим товаришем. Сергія не задовольнило рішення командира взводу залишити важкопораненого і він разом із ще одним солдатом залишився, щоб до останнього допомагати товаришу.
Вранці 9 серпня дня до їхнього укриття прийшла група озброєних людей у військовій формі і з білими пов'язками на руках. Сергієвого побратима витягли з окопу й поклали обличчям в землю. Проте боєць побачив, що старший групи з кількома бойовиками спустився в окоп та намагався примусити Шепетька виконувати його накази, але Сергій не став підкорятись окупантам. Старший бандугруповання вистрелив з пістолета йому в голову. Важкопораненого бійця відправили в Росію у Ростовський госпіталь, звідки він пізніше, за сприяння консула, був переправлений в Одесу. Третій боєць пройшов пекло полону й повернувся додому.
11 вересня 2014-го похований з військовими почестями як тимчасово невпізнаний захисник України — в Дніпропетровську, на Алеї слави Краснопільського кладовища. Його рідні вірили — він перебуває у полоні, адже його ім'я значилося у списках, які представники самопроголошеної «ДНР» надали Центру звільнення полонених, і який 9 вересня 2014 року був розміщений в соціальній мережі «Facebook». Одного разу рідним запропонували зібрати продукти — начебто для обміну на Сергія — й односельці зібрали понад двох тонн, представники якоїсь волонтерської організації приїхали й забрали зібрані продукти…
Упізнаний за експертизою ДНК, 16 березня 2015 року похований в селі Сущани. У Олевському районі 18 березня 2015 року було оголошено днем смутку.
Без Сергія лишились мама, чотири сестри, дружина, син Даніл та донька Крістіна.

## Нагороди
За особисту мужність і героїзм, виявлені у захисті державного суверенітету та територіальної цілісності України, вірність військовій присязі під час російсько-української війни, відзначений — нагороджений
- 27 червня 2015 року — орденом «За мужність» III ступеня.
- його портрет розміщений на меморіалі «Стіна пам'яті полеглих за Україну» у Києві: секція 2, ряд 10, місце 14
- серпнем 2015 року з нагоди Дня Незалежності України нагороджений Подякою голови Державного агентства лісових ресурсів України (посмертно)
- 7 серпня 2015 року на будівлі Сущанської ЗОШ урочисто відкрито меморіальну дошку на честь Сергія Шепетька
- вшановується 9 серпня на щоденному ранковому церемоніалі вшанування захисників України, які загинули за свободу, незалежність і територіальну цілісність нашої держави[2]
- Відмінник лісового господарства України (посмертно)[3]